# USA:s damlandslag i bandy
USA:s damlandslag i bandy representerar USA i bandy på damsidan. USA:s damer deltog vid en turnering i Sverige 1992..
USA fanns med vid världsmästerskapet 2004 i Finland, där USA slutade sist bland de fem deltagande lagen. Vid världsmästerskapet på hemmaplan i delstaten Minnesota i USA 2006 gick det bättre, USA spelade 1-1 mot Norge i gruppspelet, och sedan undvek USA sistaplatsen genom att komma femma efter vinst med 2-0 mot Kanada i matchen om femte plats. Under världsmästerskapet 2007 i Ungern lyckas USA:s damlandslag i bandy för första gången någonsin att ta poäng mot Sverige, efter 0-0 i gruppspelet.

## USA i världsmästerskap
| Turnering     | Slutplacering |
| ------------- | ------------- |
| Finland 2004  | 5             |
| USA 2006      | 5             |
| Ungern 2007   | 6             |
| Sverige 2008  | 6             |
| Norge 2010    | 6             |
| Ryssland 2012 | 6             |
| Finland 2014  | 6             |
| USA 2016      | 5             |